# Jean-Luc Thérier
Jean-Luc Thérier (Hodeng-au-Bosc, 7 ottobre 1945 – Neufchâtel-en-Bray, 31 luglio 2019) è stato un pilota di rally francese, vincitore in carriera di cinque prove del campionato del mondo rally.

## Biografia
Ha partecipato al campionato del mondo rally dal 1973 al 1984 ed alla prima edizione del mondiale, il 1973, vinse 3 delle 13 gare in programma, più di tutti gli altri concorrenti, ma non si poté aggiudicare il titolo piloti, poiché a quel tempo si assegnava solamente il titolo costruttori.
È morto all'età di 73 anni il 31 luglio 2019.

## Palmarès

### Vittorie nel mondiale rally
| Anno | Rally                     | Navigatore           | Vettura                  |
| ---- | ------------------------- | -------------------- | ------------------------ |
| 1973 | Rally del Portogallo      | Jacques Jaubert      | Alpine-Renault A110 1800 |
| 1973 | Rally di Grecia           | Christian Delferrier | Alpine-Renault A110 1800 |
| 1973 | Rally di Sanremo          | Jacques Jaubert      | Alpine-Renault A110 1800 |
| 1974 | Rally Press-on-Regardless | Christian Delferrier | Renault 17 Gordini       |
| 1980 | Tour de Corse             | Michel Vial          | Porsche 911 SC           |

## Risultati nel mondiale rally

### ICM
- 1970 - Alpine Renault - Alpine-Renault A110 1300, Alpine-Renault A110 1600 - Ritirato al Rally di Monte Carlo, 1° al Rally di Sanremo, ritirato al Rally d'Austria, 1° al Rally dell'Acropoli, ritirato al Rally di Gran Bretagna
- 1971 - Alpine Renault - Alpine-Renault A110, Alpine-Renault A110 1600 - 2° al Rally di Monte Carlo, ritirato al Rally di Svezia, ritirato al Rally di Sanremo, ritirato al Rally d'Austria, ritirato al Rally dell'Acropoli, ritirato al Coupe des Alpes, ritirato al Rally di Gran Bretagna
- 1972 - Alpine Renault - Alpine-Renault A110 1600, Renault 12 Gordini, Alpine-Renault A110 1600S - Ritirato al Rally di Monte Carlo, ritirato al Rally di Svezia, ritirato al Rally internazionale del Marocco, ritirato al Rally di Sanremo

### WRC
| 1973 | Scuderia                              | Vettura                                            |   |   |   |  |   |   |    |  |  |   |  |     |   |  |  |  | Punti | Pos. |
| ---- | ------------------------------------- | -------------------------------------------------- | - | - | - |  | - | - | -- |  |  | - |  | --- | - |  |  |  | ----- | ---- |
| 1973 | Alpine Renault Société Alpine Renault | Alpine-Renault A110 1800 Alpine-Renault A110 1600S | 5 | 3 | 1 |  | 7 | 1 | SQ |  |  | 1 |  | Rit | 3 |  |  |  |       |      |

| 1974 | Scuderia       | Vettura                                                              |  |     |  |  |  |   |  |   |  |  |  |  |  |  |  |  | Punti | Pos. |
| ---- | -------------- | -------------------------------------------------------------------- |  | --- |  |  |  | - |  | - |  |  |  |  |  |  |  |  | ----- | ---- |
| 1974 | Alpine Renault | Alpine-Renault A110 1800 Renault 17 Gordini Alpine-Renault A310 1800 |  | Rit |  |  |  | 1 |  | 3 |  |  |  |  |  |  |  |  |       |      |

| 1975 | Scuderia       | Vettura                                           |     |  |     |  |  |  |  |   |     |  |  |  |  |  |  |  | Punti | Pos. |
| ---- | -------------- | ------------------------------------------------- | --- |  | --- |  |  |  |  | - | --- |  |  |  |  |  |  |  | ----- | ---- |
| 1975 | Alpine Renault | Alpine-Renault A310 1800 Alpine-Renault A110 1800 | Rit |  | Rit |  |  |  |  | 3 | Rit |  |  |  |  |  |  |  |       |      |

| 1976 | Scuderia | Vettura                                               |     |  |  |  |  |  |  |  |  |     |  |  |  |  |  |  | Punti | Pos. |
| ---- | -------- | ----------------------------------------------------- | --- |  |  |  |  |  |  |  |  | --- |  |  |  |  |  |  | ----- | ---- |
| 1976 | Toyota   | Alpine-Renault A310 1800 Toyota Celica 2000 GT (RA21) | Rit |  |  |  |  |  |  |  |  | Rit |  |  |  |  |  |  |       |      |

| 1977 | Scuderia | Vettura                                            |  |  |  |  |  |  |  |  |  |     |     |  |  |  |  |  | Punti | Pos. |
| ---- | -------- | -------------------------------------------------- |  |  |  |  |  |  |  |  |  | --- | --- |  |  |  |  |  | ----- | ---- |
| 1977 |          | Toyota Celica 2000 GT Toyota Celica 2000 GT (RA21) |  |  |  |  |  |  |  |  |  | Rit | Rit |  |  |  |  |  |       |      |

| 1978 | Scuderia                                                                     | Vettura                                                                  |  |    |  |     |     |  |  |  |  |     |     |  |  |  |  |  | Punti | Pos. |
| ---- | ---------------------------------------------------------------------------- | ------------------------------------------------------------------------ |  | -- |  | --- | --- |  |  |  |  | --- | --- |  |  |  |  |  | ----- | ---- |
| 1978 | Dealer Team Toyota Team Salvador Caetano / Mobil British Leyland Cars Toyota | Toyota Celica 2000 GT (RA21) Triumph TR7 V8 Toyota Celica 2000 GT (RA40) |  | SQ |  | Rit | Rit |  |  |  |  | Rit | Rit |  |  |  |  |  |       |      |

| 1979 | Scuderia                                     | Vettura                                                                   |    |     |     |  |     |  |  |  |  |  |     |     |  |  |  |  | Punti | Pos. |
| ---- | -------------------------------------------- | ------------------------------------------------------------------------- | -- | --- | --- |  | --- |  |  |  |  |  | --- | --- |  |  |  |  | ----- | ---- |
| 1979 | Toyota Team Europe Toyota Team Great Britain | Volkswagen Golf I GTi 1.6 Toyota Celica 2000 GT (RA40) Toyota Celica RA40 | 97 | Rit | Rit |  | Rit |  |  |  |  |  | Rit | Rit |  |  |  |  | 0     |      |

| 1980 | Scuderia                                           | Vettura                                                               |     |  |     |  |     |  |  |  |  |   |  |  |  |  |  |  | Punti | Pos. |
| ---- | -------------------------------------------------- | --------------------------------------------------------------------- | --- |  | --- |  | --- |  |  |  |  | - |  |  |  |  |  |  | ----- | ---- |
| 1980 | BP Racing Volkswagen Sport Toyota Team Europe Esso | Volkswagen Golf I GTi 1.6 Toyota Celica 2000 GT (RA40) Porsche 911 SC | Rit |  | Rit |  | Rit |  |  |  |  | 1 |  |  |  |  |  |  | 20    | 12º  |

| 1981 | Scuderia                                     | Vettura        |    |  |     |  |     |  |  |  |  |     |  |  |  |  |  |  | Punti | Pos. |
| ---- | -------------------------------------------- | -------------- | -- |  | --- |  | --- |  |  |  |  | --- |  |  |  |  |  |  | ----- | ---- |
| 1981 | Alméras / Esso Porsche Alméras Esso Eminence | Porsche 911 SC | 95 |  | Rit |  | Rit |  |  |  |  | Rit |  |  |  |  |  |  | 0     |      |

| 1982 | Scuderia                                  | Vettura                        |   |  |     |  |     |  |  |  |  |  |  |  |  |  |  |  | Punti | Pos. |
| ---- | ----------------------------------------- | ------------------------------ | - |  | --- |  | --- |  |  |  |  |  |  |  |  |  |  |  | ----- | ---- |
| 1982 | Esso Eminence Alméras Renault Sodicam Elf | Porsche 911 SC Renault 5 Turbo | 3 |  | Rit |  | Rit |  |  |  |  |  |  |  |  |  |  |  | 12    | 15º  |

| 1983 | Scuderia            | Vettura                       |     |  |     |  |     |  |  |  |  |  |  |  |  |  |  |  | Punti | Pos. |
| ---- | ------------------- | ----------------------------- | --- |  | --- |  | --- |  |  |  |  |  |  |  |  |  |  |  | ----- | ---- |
| 1983 | Renault Sodicam Elf | Renault 5 Turbo Tour de Corse | Rit |  | Rit |  | Rit |  |  |  |  |  |  |  |  |  |  |  | 0     |      |

| 1983 | Scuderia  | Vettura                       |   |  |  |  |  |  |  |  |  |  |  |  |  |  |  |  | Punti | Pos. |
| ---- | --------- | ----------------------------- | - |  |  |  |  |  |  |  |  |  |  |  |  |  |  |  | ----- | ---- |
| 1983 | Team Diac | Renault 5 Turbo Tour de Corse | 4 |  |  |  |  |  |  |  |  |  |  |  |  |  |  |  | 10    | 19º  |

| Legenda | 1º posto | 2º posto | 3º posto | A punti | Senza punti | Ritirato | Squalificato | NP=Non partito C=Gara cancellata | Apice=Power stage |